# Rhaphuma superba
Rhaphuma superba là một loài bọ cánh cứng trong họ Cerambycidae.